# 이원철 (축구인)
이원철(1967년 5월 10일 ~ )은 대한민국의 전 축구 선수이자 현 지도자이다.

## 선수 경력
1984년 한양공고 재학 시절 한양공고의 전국체전 우승을 이끌며 주목받았다.
1990년 포항제철 아톰즈에 입단하여 1992년 K리그 우승 등에 기여하였다.

## 지도자 경력
옥수초등학교 축구부의 창단 감독을 지낸 뒤, 광희중학교의 창단 감독으로 부임하여 9개의 전국대회 우승컵을 들었다.
2008년 모교인 한양공업고등학교 감독으로 부임하여, 2013년 백록기 축구대회 우승을 이끌었다.